# 285 (numero)
Duecentottantacinque (285) è il numero naturale dopo il 284 e prima del 286.

## Proprietà matematiche
- È un numero dispari.
- È un numero composto con 8 divisori: 1, 3, 5, 15, 19, 57, 95, 285. Poiché la somma dei suoi divisori (escluso il numero stesso) è 195 < 285, è un numero difettivo.
- È un numero sfenico.
- È un numero di Harshad (in base 10), cioè è divisibile per la somma delle sue cifre.
- È un numero piramidale quadrato: 285 = 1 + 4 + 9 + 16 + 25 + 36 + 49 + 64 + 81.
- È parte delle terne pitagoriche (68, 285, 293), (152, 285, 323), (171, 228, 285), (285, 380, 475), (285, 504, 579), (285, 684, 741), (285, 880, 925), (285, 1612, 1637), (285, 2128, 2147), (285, 2700, 2715), (285, 4508, 4517), (285, 8120, 8125), (285, 13536, 13539), (285, 40612, 40613).
- È un numero palindromo e un numero a cifra ripetuta nel sistema di numerazione posizionale a base 7 (555).
- È un numero fortunato.
- È un numero congruente.
- È un numero odioso.

## Astronomia
- 285P/LINEAR è una cometa periodica del sistema solare.
- 285 Regina è un asteroide della fascia principale del sistema solare.
- NGC 285 è una galassia ellittica della costellazione della Balena.

## Astronautica
- Cosmos 285 è un satellite artificiale russo.